# Lindackeria fragrans
Lindackeria fragrans är en tvåhjärtbladig växtart som först beskrevs av Ernest Friedrich Gilg, och fick sitt nu gällande namn av Ernest Friedrich Gilg. Lindackeria fragrans ingår i släktet Lindackeria och familjen Achariaceae. Inga underarter finns listade i Catalogue of Life.